# Elk Ridge
Elk Ridge és una població dels Estats Units a l'estat de Utah. Segons el cens del 2000 tenia 1.838 habitants.

## Demografia
Segons el cens del 2000, Elk Ridge tenia 1.838 habitants, 413 habitatges, i 401 famílies. La densitat de població era de 255,3 habitants per km².
Dels 413 habitatges en un 66,8% hi vivien nens de menys de 18 anys, en un 92,7% hi vivien parelles casades, en un 2,4% dones solteres, i en un 2,9% no eren unitats familiars. En el 2,7% dels habitatges hi vivien persones soles el 0,5% de les quals corresponia a persones de 65 anys o més que vivien soles. El nombre mitjà de persones vivint en cada habitatge era de 4,45 i el nombre mitjà de persones que vivien en cada família era de 4,52.
Per edats la població es repartia de la següent manera: un 46,1% tenia menys de 18 anys, un 8,2% entre 18 i 24, un 25,8% entre 25 i 44, un 15,3% de 45 a 60 i un 4,7% 65 anys o més.
L'edat mediana era de 21 anys. Per cada 100 dones de 18 o més anys hi havia 103,9 homes.
La renda mediana per habitatge era de 65.511 $ i la renda mediana per família de 65.813 $. Els homes tenien una renda mediana de 50.489 $ mentre que les dones 31.667 $. La renda per capita de la població era de 18.513 $. Entorn del 2,5% de les famílies i el 4% de la població estaven per davall del llindar de pobresa.

## Poblacions més properes
El següent diagrama mostra les poblacions més properes.